# Cmentarz rzymskokatolicki w Wieluniu

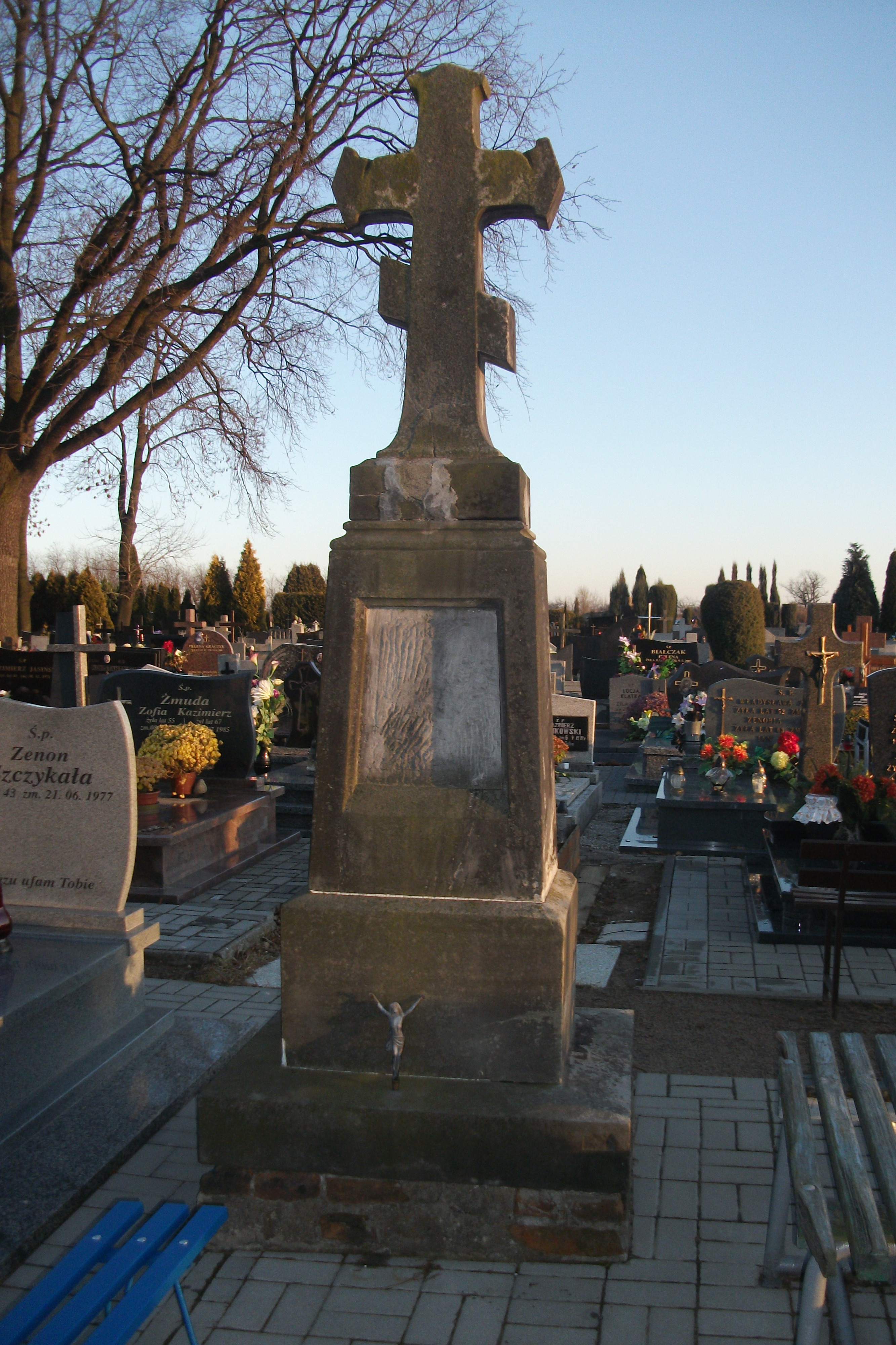
Jedyny istniejący obecnie nagrobek dawnej prawosławnej części cmentarza rzymsko-katolickiego w Wieluniu

Rzymskokatolicki cmentarz w Wieluniu – cmentarz znajdujący się przy ulicy 3 Maja w Wieluniu.
Pierwsze wieluńskie cmentarze istniały przy wieluńskich kościołach. Pod koniec XVIII wieku przykościelne place nie były w stanie przyjąć zmarłych z rozrastającego się miasta. Nowy cmentarz umożliwił stopniową likwidację przykościelnych miejsc pochówku. Na utworzonym cmentarzu istniała część prawosławna.
Na cmentarzu znajdują się między innymi:
- Pomnik Orląt Polskich
- kwatery żołnierzy poległych z czasie II wojny światowej (43 żołnierzy poległych podczas kampanii wrześniowej oraz 406 żołnierzy radzieckich poległych w styczniu 1945)
- symboliczny pomnik Ofiar Katyńskich
- zabytkowe nagrobki, m.in.:
  - rodziny Schmidtów z rzeźbą Matki-Ojczyzny w kajdanach (z ok. 1906)
  - jedyny ocalały nagrobek dawnej prawosławnej części nekropolii
  - markietanki Joanny Żubr.

Na terenie nekropoli w latach 90. XX wieku wzniesiono Kościół Miłosierdzia Bożego, który pełni rolę kaplicy cmentarnej. Cmentarz rzymskokatolicki graniczy z komunalnym.